# یوشیکاتسو کاواگوچی
یوشیکاتسو کاواگوچی (به انگلیسی: Yoshikatsu Kawaguchi) بازیکن فوتبال بازنشسته اهل ژاپن وتیم ملی فوتبال ژاپن است. که در تاریخ ۱۳ فوریه ۱۹۹۷ میلادی اولین بازی ملی‌اش را انجام داد. او در ۱۱۶ بازی ملی حضور داشت و آخرین بازی ملی خود را در تاریخ ۱۹ نوامبر ۲۰۰۸ میلادی انجام داد.